# Беніто (фільм)
1. ↑  ČSFD — 2001.

«Беніто» (італ. Il Giovane Mussolini) — італійський міні-серіал про ранній прихід Беніто Муссоліні до влади   у Соціалістичному Інтернаціоналі та його стосунки з Анжелікою Балабановою. Він був створений у 1993 році компаніями RTVE з Іспанії, Rai Due з Італії, Microfilm і компанією Kirch. Роль Муссоліні виконує Антоніо Бандерас.

## Конспект
Муссоліні приїжджає у маленьке містечко у 1901 році і влаштовується працювати шкільним учителем; згодом його звільняють за секс із донькою директора. Це буде загальною темою у всьому фільмі. Кинувши викладацьку роботу, він працює будівельником на будові нового кампусу Женевського університету, де кохана вмовляє його стати студентом. Тут же він організовує свій перший протест після смерті знайомого робітника. За це його мало не депортують, але рятує Анжеліка. Покинувши Трієст, він повертається до свого рідного міста Форлі, де одружується з Ракеле. Незабаром він стає в авангарді соціалістичного руху, коли його призначають головним редактором газети Аванті!. У цей момент Муссоліні об'єднує "червоних", соціалістів, з "жовтими", республіканцями у антивоєнний рух. Це знаменує собою пік його влади, коли італійська ліва політика знаходиться під його контролем. Однак поступово він втрачає свій антивоєнний запал і зовсім відходить від соціалістичної партії, перетворюючи всіх своїх союзників на ворогів.

## Акторський склад
- Антоніо Бандерас в ролі Беніто Муссоліні
- Тоні Бертореллі — Прімо
- Валентина Лайнаті — Джулія Феррарі
- Івано Марескотті — Джачінто Менотті Серраті
- Франко Месколіні в ролі Феррарі
- Анна Гейслерова — Елеонора
- Клаудія Колл — Ракеле Гвіді
- Сюзанна Лотар — Анжеліка Балабанова
- Лука Зінгаретті — П'єтро Ненні

## Дивись також
- Список італійських фільмів 1993 року

- Benito (English), Il Giovane Mussolini (Italian) на сайті IMDb (англ.)

Шаблон:Rai original series
1. ↑  TVE y la RAI presentan 'El joven Mussolini' con Antonio Banderas. El País (Spanish) . 11 червня 1993. Процитовано 24 лютого 2024.
2. ↑  Kitchen, Matthew (14 червня 2013). The 8 Best Film Roles Based on History's Worst Villains. Esquire. Процитовано 24 лютого 2024.